# Musaranya ratolí de Babault
La musaranya ratolí de Babault (Myosorex babaulti) és una espècie de mamífer de la família de les musaranyes (Soricidae). Viu a Burundi, la República Democràtica del Congo i Uganda. El seu hàbitat natural són els montans humits tropicals o subtropicals. Té un pelatge dens i uniforme, similar a la musaranya ratolí centreafricana. No es troba amenaçada.